# Kapitelsal

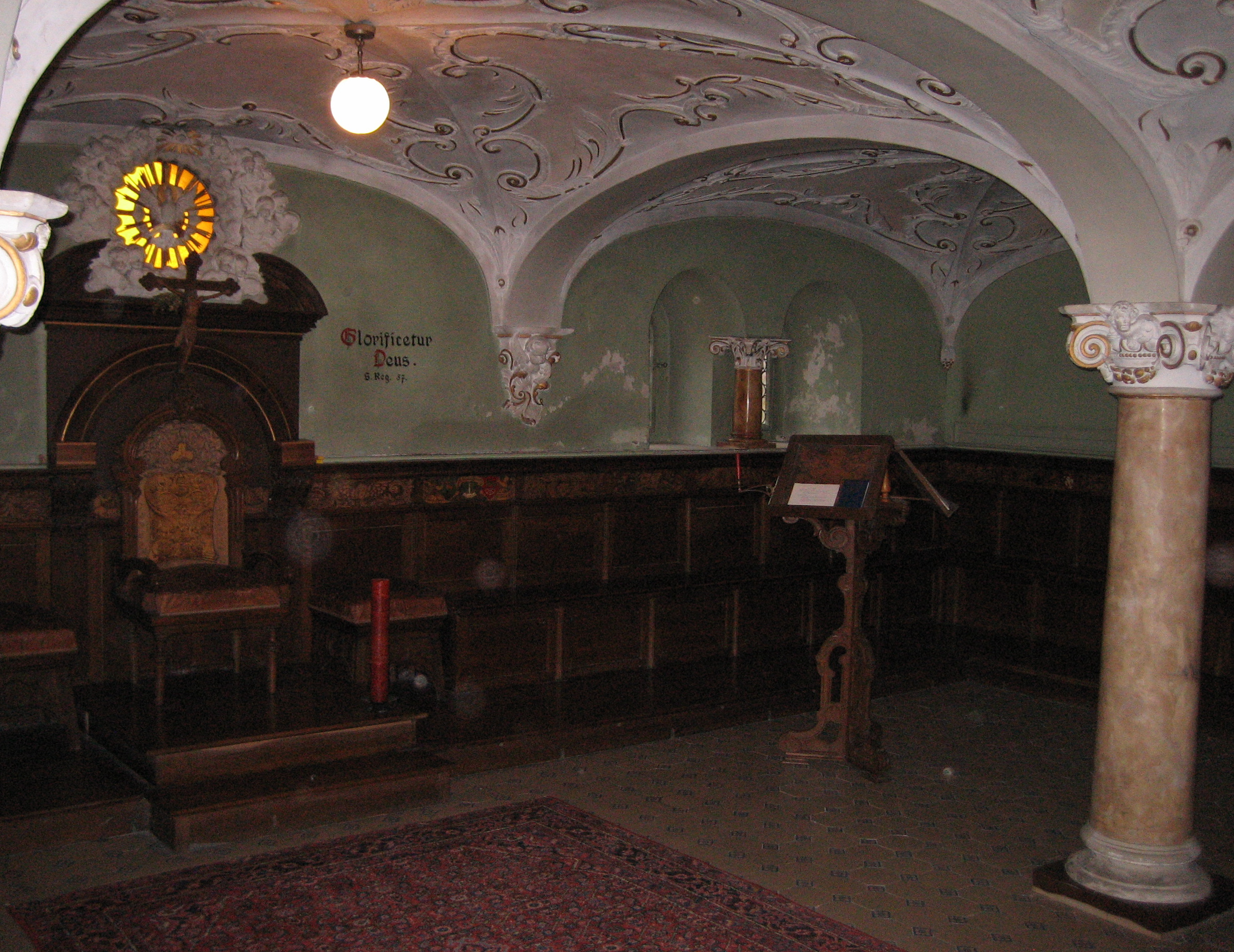
Kapitelsalen i Kloster Wurmsbach.

Kapitelsal är ett stort rum eller hus i en klosteranläggning där den styrande församlingen (kapitel) sammanträder.